# أندي نيزبت
أندي نيزبت (بالإنجليزية: Andy Nisbet)‏‏ (22 مايو 1953 - 5 فبراير 2019) رياضي ومتسلق جبال اسكتلندي، كما أنه «مدرب ومرشد تسلق»، كانت لديه سمعة في تطوير مسارات جديدة للتسلق الشتوي في اسكتلندا
، حيث أنشأ أكثر من 1000 مسار تسلق جديد. يعتبر رائدًا في تقنيات تسلق الصخور والجليد المختلطة، حصل على «الجائزة الاسكتلندية للتميز في ثقافة الجبال» عام 2014 توفي في حادث تسلق جبال بين هوب شمال اسكتلندا أثناء تطوير مسارات جديدة للتسلق الشتوي.